# Bisdom Jalingo
Het bisdom Jalingo (Latijn: Dioecesis Ialingoensis) is een rooms-katholiek bisdom met als zetel Jalingo, de hoofdstad van de staat Taraba in Nigeria. Het bisdom is suffragaan aan het aartsbisdom Jos.

## Geschiedenis
Het bisdom werd opgericht op 3 februari 1995, uit het bisdom Yola. In 2022 werd het bisdom Wukari opgericht uit delen van het bisdom Jalingo.

## Parochies
In 2019 telde het bisdom 45 parochies en telde 3.924.000 inwoners waarvan 13,5% rooms-katholiek was. Het bisdom had in 2019 een oppervlakte van 60.292 km2 maar verloor in 2022 territorium bij de oprichting van het bisdom Wukari.

## Bisschoppen
- Ignatius Ayau Kaigama (3 februari 1995 - 14 april 2000)
- James Naanman Daman (5 december 2000 - 2 juni 2007)
- Charles Michael Hammawa (16 april 2008 - heden)

Jos (aartsbisdom) · Bauchi · Jalingo · Maiduguri · Pankshin · Shendam · Wukari · Yola